# Offensive du Vardar
Première Guerre mondiale
Batailles
Front des Balkans
- Front austro-serbe : Campagne de Serbie (7-1914)
- Campagne de Serbie (10-1915)
- Le Cer (8-1914)
- La Kolubara (9-1914)
- Salonique (10-1915
- Krivolak (10-1915)
- Kosovo (11-1915)
- Kosturino (12-1915)
- 1re Doiran (8-1916)
- Strymon (8-1916)
- Kaïmatchalan (9-1916)
- 1re Monastir (9-1916)
- 2e Monastir (3-1917)
- 2e Doiran (4-1917)
- Skra-di-Legen (5-1918)
- Vardar (9-1918)
- Dobropolje (9-1918)
- 3e Doiran (9-1918)
- Uskub (9-1918)
- Campagne de Serbie (9-1918)

Front d'Europe de l'Ouest
Front italien
Front d'Europe de l'Est
Front africain
Front du Moyen-Orient
Bataille de l'Atlantique
L'offensive du Vardar est une offensive alliée de rupture du front d'Orient, mal étayée par des unités bulgares épuisées par trois années de guerre de position en Macédoine. Cette offensive, planifiée à partir du mois de juillet, répond à un double objectif politique et militaire dans le cadre d'une initiative tournée contre la Bulgarie, lasse du conflit et tiraillée par de nombreuses tendances pacifistes. 

## Avant la bataille

### Lassitude bulgare
Mécontente de ses alliés depuis la conclusion de la Paix de Bucarest, entre la Roumanie vaincue et les puissances centrales, la Bulgarie est fatiguée par trois années de conflit, tandis que le moral de l'armée est au plus bas, les soldats, en majorité des paysans, sont mal nourris, mal équipés et ne supportent pas la guerre de positions.
De plus, la dévolution des territoires conquis en Serbie et en Roumanie, ainsi que les échanges territoriaux consécutifs à ces conquêtes crée en Bulgarie un sentiment de mécontentement dans la classe politique et dans le pays, entretenu par la presse : les députés bulgares sont mécontents des clause dévolution de la Dobroudja roumaine et certains, notamment Alexandre Malinov, affirment publiquement craindre que la Macédoine serbe, annexée à la Bulgarie depuis le 1er janvier 1916, soit enlevée à Sofia.
La nouvelle manière de conduire la guerre, ainsi que le mécontentement multiforme qui se développe dans le pays brise la combativité des unités bulgares qui sont les seules troupes de la quadruplice positionnées sur le front de Macédoine. Lorsque le front est rompu, au milieu du mois de septembre 1918, les soldats n'ont tout simplement pas la volonté de résister à une offensive de dégagement que la passivité des troupes transforme en offensive de rupture. Cependant, cette démoralisation est récente, des rapports du renseignement militaire assurant au commandement allié durant le premier semestre 1918 la volonté des unités bulgares de résister en cas d'attaque, augurant cependant l'impact d'une percée alliée sur le moral de ces troupes.

### Le front de Macédoine, un front compartimenté

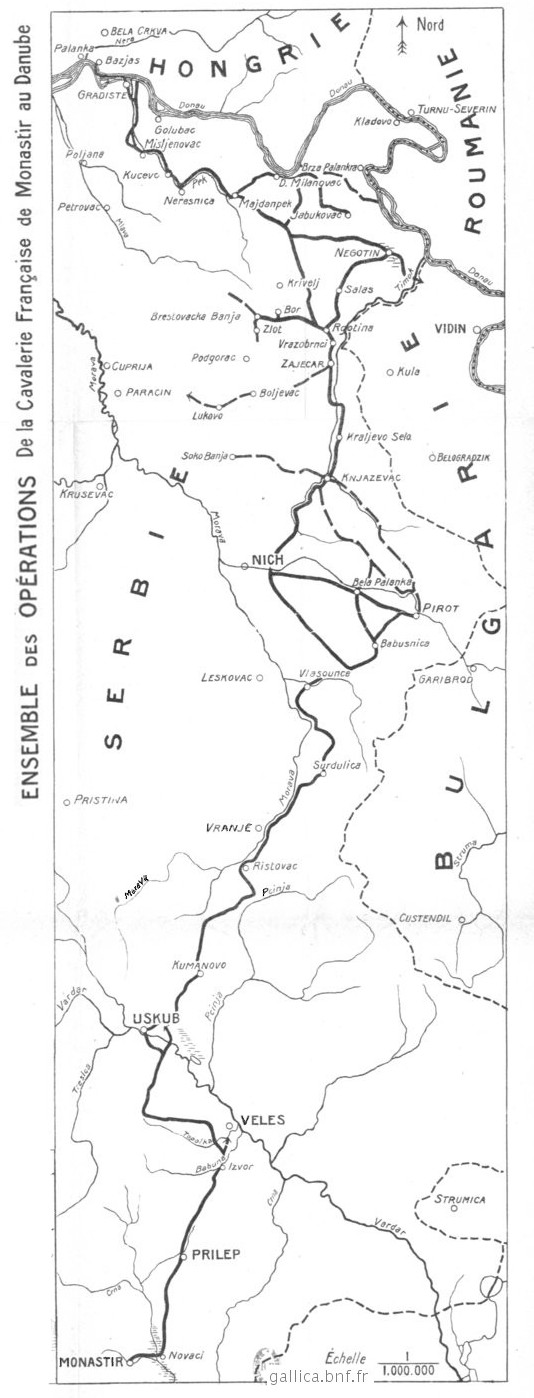
Avance de 1918.

Le front des Balkans est marqué, plus que les autres fronts, par l'importance des facteurs naturels qui commandent son organisation et les plans offensifs qui en découlent. La préparation stratégique implique la prise en compte des spécificités du terrain sur lequel les unités principalement franco-serbes vont opérer. 
Ainsi, la Macédoine présente deux régions nettement séparées par les monts Bélès. L'ouest des Balkans interdit toute tentative offensive d'ampleur en raison des lacs, mais aussi de la faiblesse des axes de communication reliant le Nord et le Sud de la péninsule. Plus à l'est, le terrain est montagneux et offre deux pénétrantes étroites, la vallée du Vardar et la boucle de la Tcherna séparées par la montagne de la Moglena. Ces axes sont lourdement défendus par les Bulgares bien fortifiés. De plus, les militaires serbes obtiennent le lancement de l'offensive au milieu du mois de septembre, mettant en avant les pluies qui arrosent la région à partir du début du mois d'octobre, rendant le terrain peu favorable à l'offensive, compliquant la tâche des assaillants, notamment le ravitaillement des unités engagées dans la poursuite des unités adverses.
Après avoir connu trois années de stabilité, le front de Macédoine connaît au mois de septembre 1918, sous la houlette de son nouveau commandant, Louis Franchet d'Esperey, une soudaine activité.
En effet, préparée avec soin depuis le début du mois d’août 1918, l'offensive alliée, au départ conçue comme une attaque de dégagement, doit balayer les unités placées devant elles.

### Une préparation minutieuse
La planification de cette offensive, menée dans le cadre d'une guerre de coalition, se fait sur différents plans, stratégiques, tactiques et politique. Les stratèges alliés, civils et militaires, se fixent notamment comme objectif de faire sortir la Bulgarie du conflit, afin de permettre le rapatriement sur le front français des unités positionnées dans les Balkans.
Toutefois, les liaisons transversales sont rares gênant à l'extrême les transferts bulgares le long du front, ce que les Alliés peuvent faire le long de la frontière grecque. Le long de la vallée du Vardar, les nœuds comme Gradsko et Uskub constituent des objectifs stratégiques de première importance ; leur contrôle permet de contrôler les communications entre les armées germano-bulgares de l'ouest, autour d'Ohrid et celle de l'est autour de Guevgueli. Les défenses sont extrêmement développées et les étranglements comme celui de Démir Kapou sont difficiles à dépasser.
Dans cette perspective, l'offensive n'est pas conçue comme une offensive de rupture de l'ensemble du front, mais comme une attaque destinée à mettre les unités bulgares en difficulté et à inciter le gouvernement de Sofia à demander l'arrêt des hostilités. Ainsi, il est prévu une percée dans le secteur de la Moglena, menée principalement par les unités serbes, appuyées par l'artillerie française massivement déployée dans le secteur ; cette attaque doit être menée conjointement à d'autres attaques secondaires menées par les troupes italiennes, grecques et britanniques sur d'autres secteurs du front.
Cependant, la préparation tactique et stratégique est menée au milieu des discussions entre Alliés, afin de déterminer la façon la plus propice de réussir cette offensives, perçue comme une attaque de diversion. La forte imbrication des troupes alliées dans les Balkans oblige les stratèges français, à l'origine de cette offensive, à multiplier les contacts auprès de leurs alliés pour obtenir leur accord à cette offensive de rupture. 
Adolphe Guillaumat, commandant des troupes françaises dans les Balkans jusqu'à son rappel à Paris au mois de juin, et depuis cette date, gouverneur militaire de Paris, s'affirme comme l'un des plus fervents partisans d'une offensive sur le front d'Orient, d'abord devant le conseil supérieur de la guerre convoqué à Versailles le 4 juillet, puis à Londres devant le cabinet britannique le 4 septembre, et enfin à Rome le 9. Le lendemain, Clémenceau, président du conseil français, accepte le principe d'une offensive centrée sur Vardar. Aussitôt cet accord obtenu, les stratèges français et alliés organisent les opérations, destinées à obtenir la rupture du front bulgare. Ces stratèges préconisent donc une attaque massive du massif de la Moglena, point fort du dispositif bulgare en Macédoine. Précédées d'une intense préparation d'artillerie, les troupes déployées pour la circonstance doivent percer les lignes bulgares et conquérir les villes, nœuds de communication stratégiques qui autorisent les rocades d'une aile du front à l'autre.
Les Serbes, associés de près à l'élaboration de l'offensive, entrevoient avec cette offensive lancée sur des troupes épuisées par le conflit la fin du conflit. À leurs yeux, cette offensive peut leur donner les moyens, non seulement de libérer la Serbie occupée depuis 1915 par les Austro-Hongrois et les Bulgares. Cependant, cette perspéctive doit être atténuée par la crise moral qui frappe les dirigeants serbes, hostiles à une nouvelle offensive qui priverait l'armée serbe reconstituée de moyens pour la sortie du conflit. 

## La bataille
Cependant, les unités germano-bulgares qui retraitent sont également victimes des attaques aériennes alliées, modestes mais décisives pour embouteiller davantage encore les routes de la retraite vers le Nord.

### Déclenchement
Les hostilités débutent le 14 septembre, à 20 h, par une préparation d'artillerie qui écrase les positions bulgares.

### Réactions des puissances centrales
Dès le déclenchement de l'offensive, le 15 septembre, le commandement militaire bulgare, conformément aux termes du traité d'alliance germano-bulgare, demande l'envoi dans la région de renforts allemands. 
Le même jour, Erich Ludendorff, Premier quartier-maître général de l'armée allemande, constate son impuissance face aux demandes bulgares ; en effet, au milieu du mois de septembre 1918, l'Oberste Heeresleitung ne dispose plus de réserves pour résister à l'offensive générale alliée,.

## Conséquences

### La défaite militaire et l'armistice bulgares
L'annonce de la conquête de la ville est accueillie avec joie chez les Alliés, tandis que le roi des Bulgares, Ferdinand Ier, prévoit un écroulement rapide des fronts des empires centraux, à la suite des succès alliés en Macédoine.
Enfin, les succès alliés de Macédoine constituent le point de départ d'une crise politique en Bulgarie. Le roi Ferdinand convoque le conseil des ministres qui siège alors sans discontinuer,. 
Le 29 septembre, à la suite de la prise d'Uskub et après avoir sondé les Alliés à partir du 26 septembre, la Bulgarie accepte les termes d'un armistice imposé par le commandement français, cessant officiellement sa participation à la guerre.
Le 3 octobre, Ferdinand Ier abdique en faveur de son fils Boris.

### La défaite des puissances centrales
Dans un premier temps, les gouvernements des puissances centrales minimisent l'impact de la défaite essuyée sur le front de Macédoine. Cependant, l'incapacité allemande de répondre aux demandes de Sofia de venir étayer avec des troupes allemandes le front de Macédoine pousse le gouvernement bulgare à demander l'armistice dès le 28 septembre.
L'ensemble des belligérants prend alors conscience de la défaite des puissances centrales. En effet, le retrait bulgare autorise les Alliés à menacer directement Constantinople par la Thrace, alors que les troupes ottomanes sont déployées dans le Caucase, dans une vaine tentative impérialiste, et, face aux troupes britanniques en Irak et en Palestine.